# Polski Biuletyn Orientalistyczny
Polski Biuletyn Orientalistyczny – rocznik naukowy wydawany w latach 1937-1938 przez Instytut Orientalistyczny Uniwersytetu Warszawskiego. W piśmie publikowane były: artykuły naukowe w językach "kongresowych" z zakresu orientalistyki. Wyszły dwa tomy, nakład drugiego tomu spłonął prawie w całości podczas bombardowania Warszawy we wrześniu 1939 r.